# Poekilocerus pictus
A Poekilocerus pictus a rovarok (Insecta) osztályának egyenesszárnyúak (Orthoptera) rendjébe, ezen belül a Pyrgomorphidae családjába tartozó faj.
Nemének a típusfaja.

## Előfordulása
A Poekilocerus pictus előfordulási területe az Indiai szubkontinensen van.

## Megjelenése
A fiatal példány zöldessárga vékony fekete mintázattal és lilásvörös pontokkal. A felnőtt kanárisárga türkiz vonalakkal; az elülső szárnyai zöldek sárga pontokkal, míg a hátsók halványvörösek.

## Életmódja
Ennek a rovarnak a főtápnövénye a mérgező koronavirág (Calotropis gigantea). Ennek köszönhetően védekezésként mérgező nedvet bocsát ki magából; ezt több centire is képes kilövellni.

## Képek

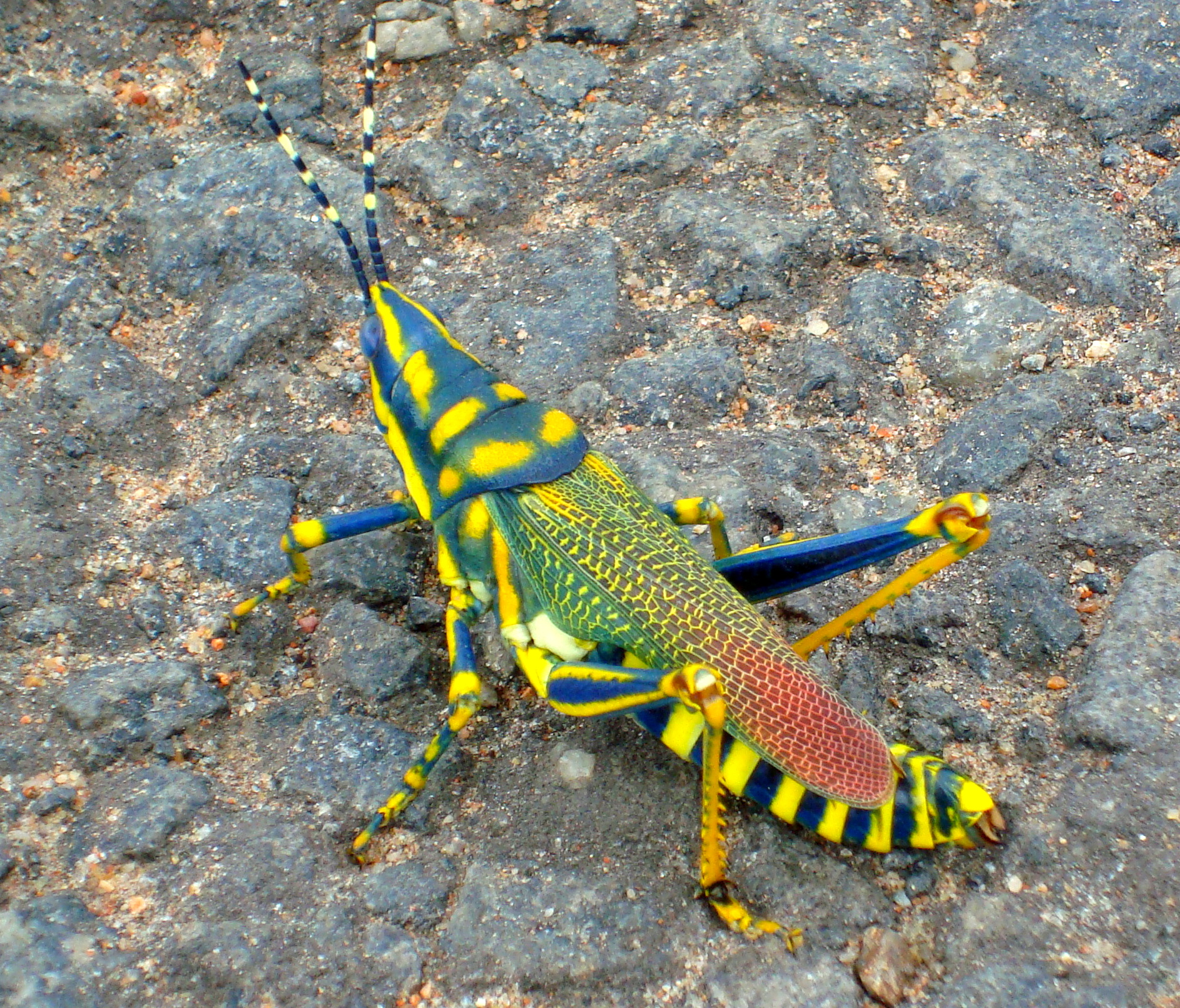
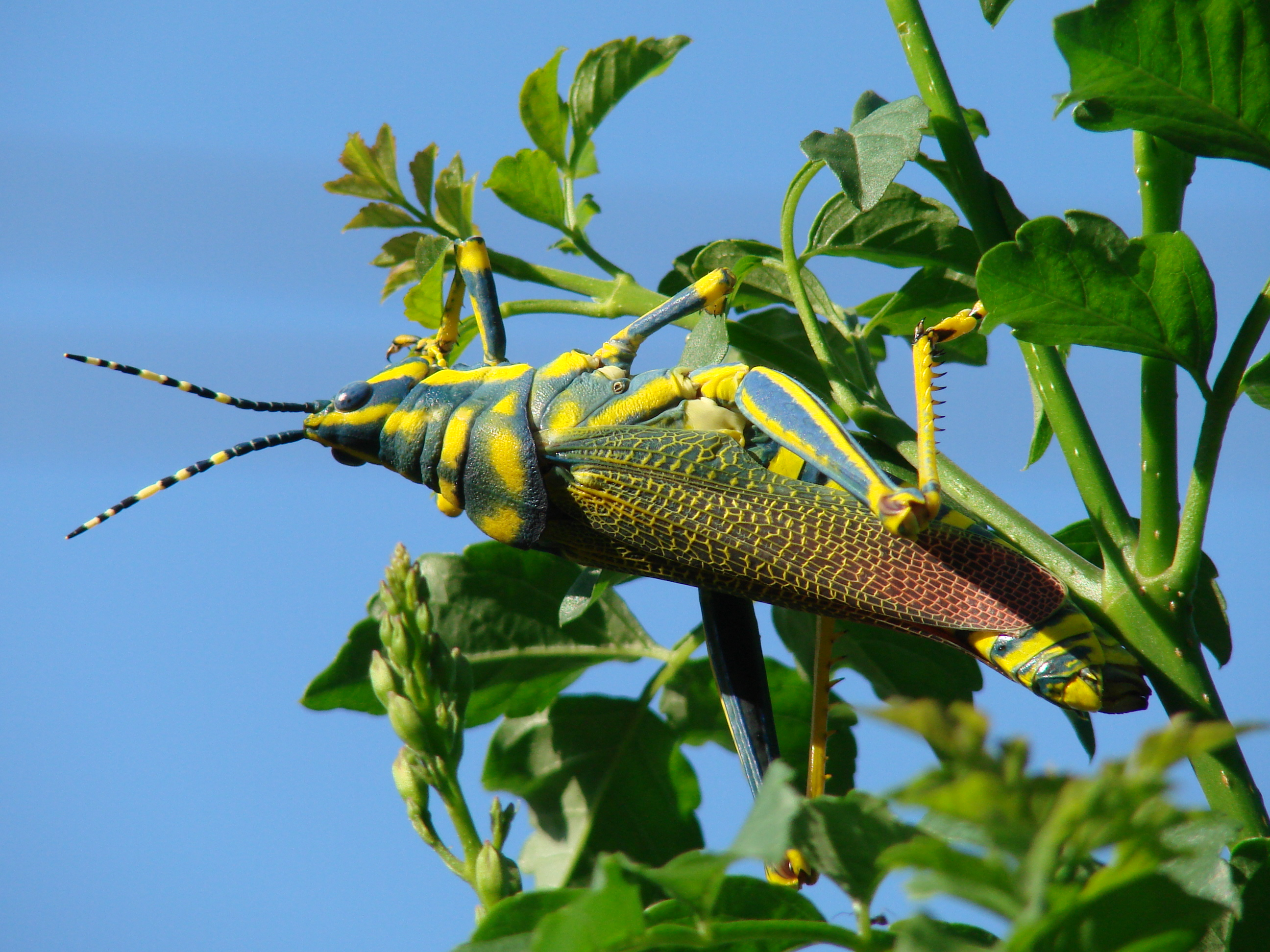
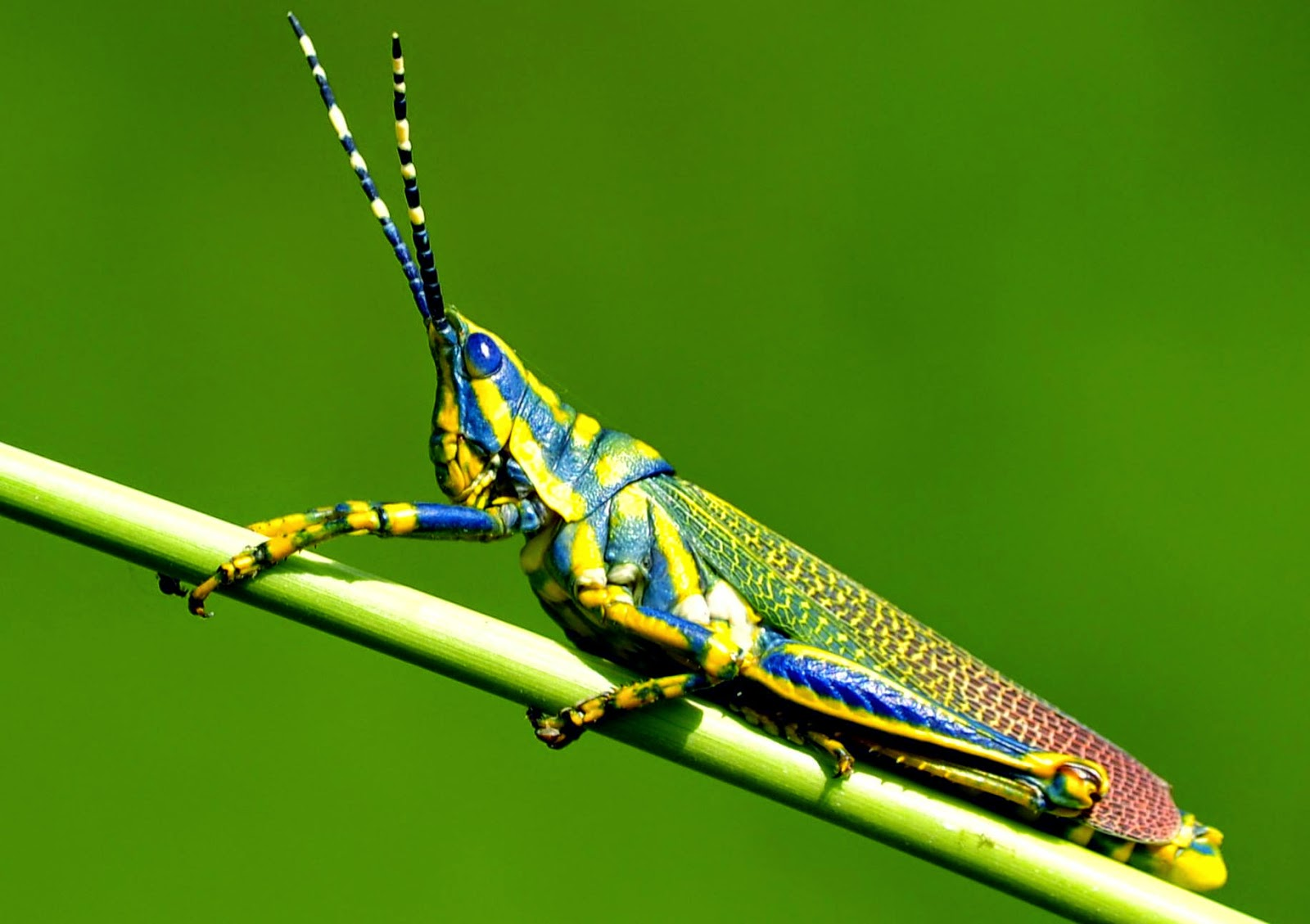
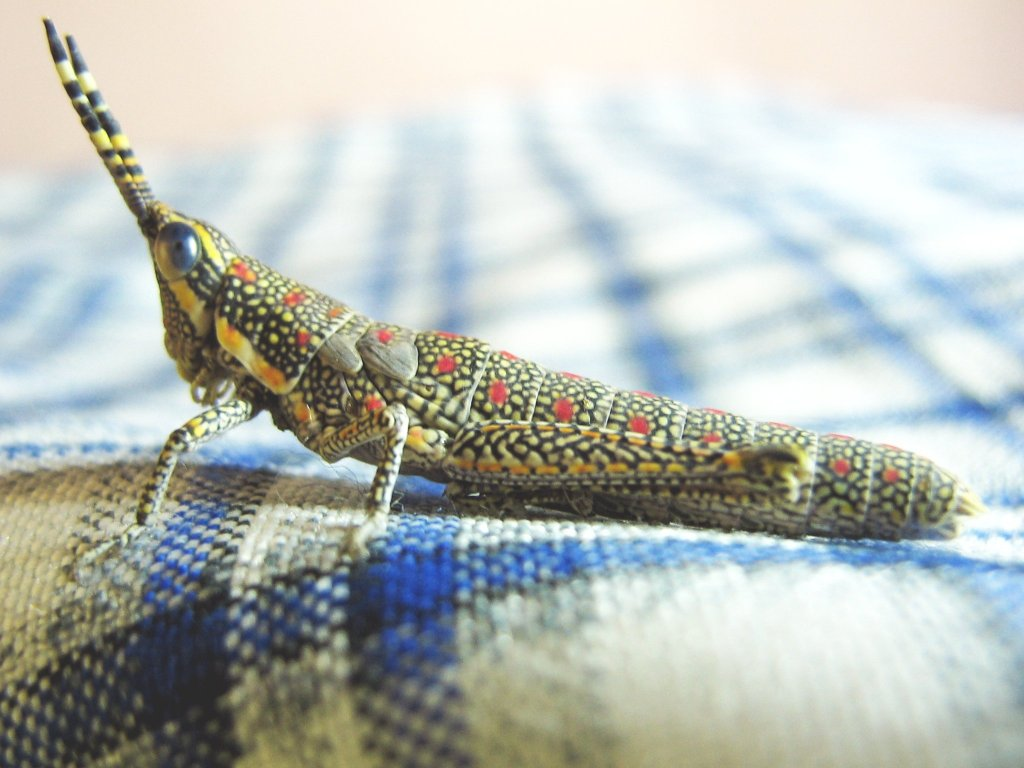

## Fordítás
- Ez a szócikk részben vagy egészben  a   Poekilocerus pictus című angol Wikipédia-szócikk ezen változatának fordításán alapul.  Az eredeti cikk szerkesztőit annak laptörténete sorolja fel. Ez a jelzés csupán a megfogalmazás eredetét és a szerzői jogokat jelzi, nem szolgál a cikkben szereplő információk forrásmegjelöléseként.